# Отаки (Резинский район)
Отаки, Отак (рум. Otac) — село в Резинском районе Молдавии. Относится к сёлам, не образующим коммуну.

## История
В начале XX века в селе было 70 домов и проживало 490 человек. Большинство жителей происходило из резешей. В Отаках была церковь Св. пророка Ильи, начальная школа.
В 1974 году в селе насчитывалось 737 жителей, была восьмилетняя школа, клуб, библиотека, почтовое отделение, памятник падшим на фронтах Великой Отечественной войны. В Отаках располагалась одна из бригад колхоза «Новая жизнь».

## География
Село расположено в 28 км от Резины и 34 км от железнодорожной станции Рыбница на высоте 251 метр над уровнем моря. Через село проходит автотрасса Оргеев—Резина. Соседние сёла — Куйзовка и Бушовка.

## Население
По данным переписи населения 2004 года, в селе Отаки проживает 667 человек (315 мужчин, 352 женщины).
Этнический состав села:
| Национальность | Число жителей | Процентный состав |
| -------------- | ------------- | ----------------- |
| молдаване      | 658           | 98,65             |
| русские        | 6             | 0,9               |
| украинцы       | 2             | 0,3               |
| румыны         | 1             | 0,15              |
| Всего          | 667           | 100 %             |